# جان میکل هیل
جان میکل هیل (انگلیسی: Jon Michael Hill؛ زادهٔ ۲۸ ژوئیهٔ ۱۹۸۵) هنرپیشه اهل ایالات متحده آمریکا است. وی از سال ۲۰۰۷ میلادی تاکنون مشغول فعالیت بوده‌است.
از فیلم‌ها یا برنامه‌های تلویزیونی که وی در آن نقش داشته‌است می‌توان به ابتدایی اشاره کرد.